# ISO 10993-1
Die ISO-Norm 10993-1 mit dem Titel „Biologische Beurteilung von Medizinprodukten - Teil 1: Beurteilung und Prüfungen im Rahmen eines Risikomanagementprozesses“ ist Teil der Normenreihe ISO 10993.
Das Ziel dieses Teils ist der Schutz des Menschen vor möglichen biologischen Risiken, welche sich aus der Anwendung von Medizinprodukten ergeben. In der Norm werden Hinweise zur Beurteilung von Medizinprodukten im Rahmen eines Risikomanagementprozesses erläutert. Dabei wird eine Überprüfung und Bewertung aus sämtlichen zugänglichen Quellen und bei Bedarf aus zusätzlichen Prüfungen, zur vollständigen Beurteilung, herangezogen.